# غروفر (لاعب كريكت)
غروفر (1785 بإنجلترا في المملكة المتحدة - ) (بالإنجليزية: Grover)‏ هو لاعب كريكت بريطاني.